# Каникулы (фильм, 1983)
«Каникулы» (англ. National Lampoon’s Vacation) — американская приключенческая дорожная комедия Харольда Рэмиса 1983 года по сценарию Джона Хьюза.
Фильм имел большой успех, у него вышло несколько продолжений, а в 2015 году был перезапущен. Первая роль в кино Джейн Краковски.

## Сюжет
Кларк Гризволд, желая провести больше времени со своей женой Эллен и детьми Расти и Одри, решает отправиться в семейную поездку из Чикаго в парк развлечений Вэлли Уорлд (Walley World) в Южной Калифорнии. Это большой путь и Эллен предлагает полететь на самолёте, но Кларк настаивает именно на автомобильном путешествии — в рамках подготовки к поездке он уже заказал новый спортивный автомобиль. В дилерском центре же выясняется, что нужная машина не была доставлена и, поддавшись на уговоры дилера, Кларк берёт уродливый зелёный универсал «Тракстер».
Во время своего путешествия Гризволды периодически попадают в различные истории. В Сент-Луисе они сбиваются с дороги и попадают в неблагополучный район. Будучи в Додж-Сити посещают салун.
В Канзасе Гризволды также отправляются проведать своих деревенских родственников, живущих на ферме, это кузина Эллен Кэтрин, её муж Эдди и их многочисленные дети. На следующий день с собой в дорогу Гризволдам приходится взять и престарелую тётю Эдну с её злой собакой по кличке Динки, которых нужно отвезти в Финикс. После ночёвки в ветхом и грязном кемпинге в штате Колорадо, Кларк забывает отвязать Динки от бампера автомобиля, таким образом случайно убивая собаку. Покидая штат, Эллен теряет свою сумку, в которой были кредитные карты.
В поисках Большого каньона путешественники теряются в пустыне в Долине монументов. Там же они разбивают машину. Последние деньги Кларку приходится отдать местным механикам за её починку. По дороге семья обнаруживает, что тётя Эдна умерла во сне. Гризволды добираются до дома её сына, но там оказывается, что он покинул город на несколько дней. Кларку и остальным ничего не остаётся, как оставить тело у него на заднем дворе.
После стольких пережитых событий Эллен и дети хотят вернуться домой, но Кларк одержим идеей всё же добраться до Вэлли Уорлда, особенно сейчас, когда до парка развлечений осталось совсем чуть-чуть. После ссоры с женой, Кларк знакомится в баре мотеля с симпатичной блондинкой, которую несколько раз по дороге видел на «Феррари». Вместе они плавают в бассейне.
На следующий день семья, наконец, попадает в Вэлли Уорлд, чтобы узнать, что парк закрыт на две недели на ремонт. Кларк покупает игрушечный пистолет и, угрожая им охраннику парка, принимается кататься с семьёй на всех аттракционах подряд. На место, вместе с хозяином парка Роем Уолли, прибывает спецназ. Хозяин парка входит в положение Кларка и решает не возбуждать уголовное дело против Гризволдов.

## В ролях
| Актёр              | Роль                     |
| ------------------ | ------------------------ |
| Чеви Чейз          | Кларк Гризволд           |
| Беверли Д’Анджело  | Эллен Гризволд           |
| Энтони Майкл Холл  | Расти Гризволд           |
| Дана Бэррон        | Одри Гризволд            |
| Рэнди Куэйд        | кузен Эдди               |
| Мириам Флинн       | кузина Кэтрин            |
| Имоджен Кока       | тётя Эдна                |
| Джейн Краковски    | сестра Викки             |
| Юджин Леви         | продавец в автосалоне    |
| Джон Кэнди         | охранник парка Ласки     |
| Кристи Бринкли     | девушка на Феррари       |
| Джеймс Кич         | полицейский на мотоцикле |
| Эдди Брэкен        | Рой Уолли                |
| Брайан Дойл-Мюррей | клерк кемпинга           |
| Фрэнк Макрэй       | Гровер                   |
| Джон Дилл          | помощник механика        |

## Производство

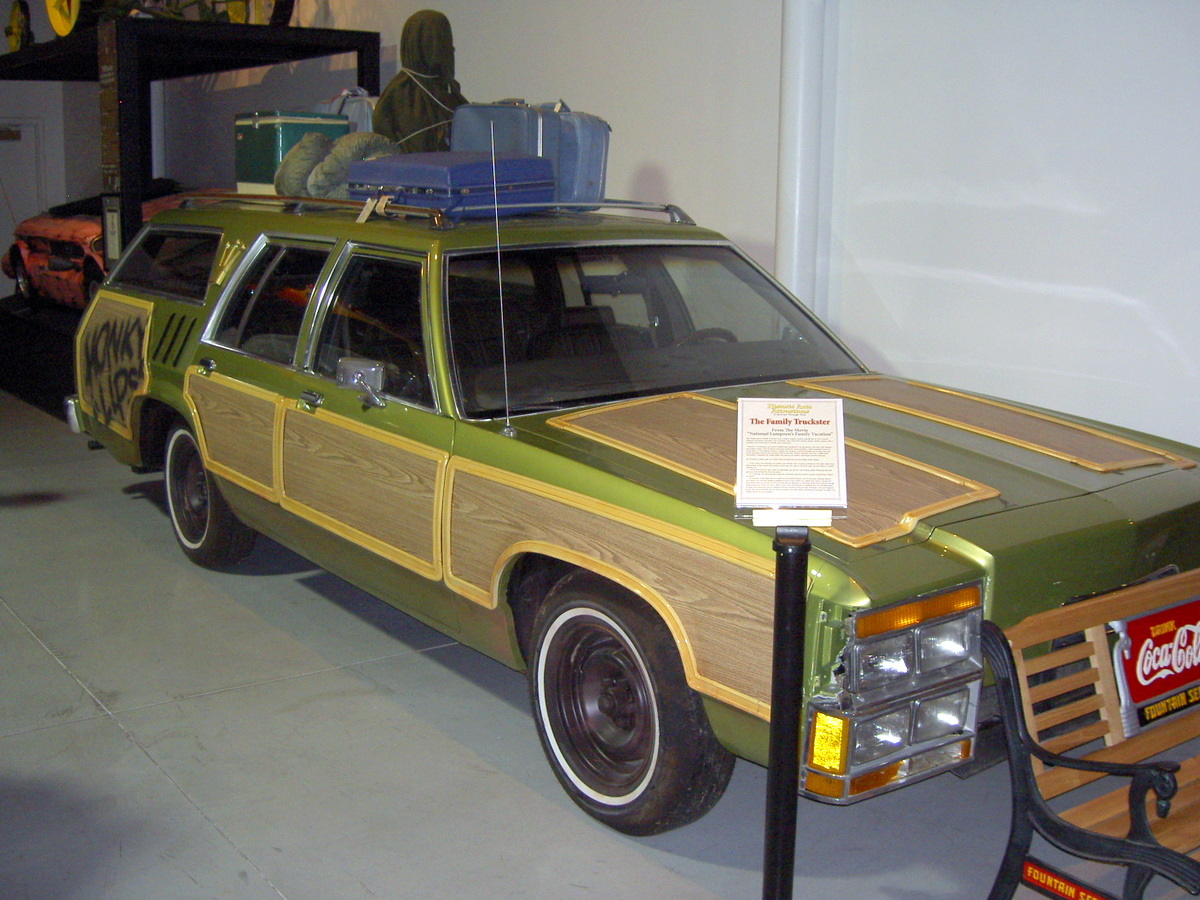
«Тракстер» в автомобильном музее в Роско, Иллинойс

Джон Хьюз написал рассказ «Каникулы '58» (англ. Vacation '58) в январе 1979 года во время сильной метели в Чикаго. Рассказ был напечатан в сентябре этого же года в юмористическом журнале National Lampoon. Мэтти Симмонс, занимавшийся издательством журнала, показал этот рассказ в Голливуде. Джеффри Катценберг из Paramount сказал, что по такому рассказу снять фильм не получится. Ему не понравилось, что нет цельного повествования. Сам рассказ состоял из множества разрозненных историй. В Warner Bros. Симмонсу поначалу ответили то же самое, но Марку Кантону, одному из продюсеров компании, идея такого фильма понравилась. Джону Хьюзу было дано задание переделать свой рассказ в сценарий.
Съёмки фильма начались в июле 1982 года и продолжались 55 дней. В оригинальном рассказе Хьюза парком развлечений был Диснейленд. Однако, чтобы избежать юридических проблем, все названия, связанные с Диснейлендом, были изменены. Универсал «Тракстер» был создан специально для фильма на базе Ford Country Squire 1979 года.

## Саундтрек
Музыка для фильма была написана композитором Ральфом Бёрнсом. Альбом с саундтреком был выпущен в 1983 году Warner Bros. Records. Заглавная тема «Holiday Road», сочинённая и записанная Линдси Бакингемом, гитаристом и вокалистом Fleetwood Mac, достигла 82 места в чарте Billboard Hot 100 и стала одной из самых известных песен Бакингема. Эта композиция впоследствии использовалась и в продолжениях.
Трек-лист:
1. Lindsey Buckingham — «Holiday Road»
2. The Fleetwoods — «Mister Blue»
3. Ramones — «Blitzkrieg Bop»
4. Ralph Burns — «Deep River Blues»
5. Nicolette Larson — «Summer Hearts»
6. June Pointer — «Little Boy Sweet»
7. Ralph Burns — «The Trip (Theme from Vacation)»
8. Vanity 6 — «He’s So Dull»
9. Ralph Burns — «Christie’s Song»
10. Lindsey Buckingham — «Dancin' Across the USA»

## Рецензии
Критики и публика в основном приняли фильм положительно. На сайте Rotten Tomatoes рейтинг свежести фильма 93 % на основе 43 рецензий. Этот сайт ставит «Каникулы» в своём рейтинге на первое место среди всех фильмов, снятых National Lampoon. «Каникулы» обходят даже «Зверинец» (2-е место и 90 % свежести). На сайте Metacritic у фильма 55 баллов из 100 на основе 13 отзывов.
В американском прокате фильм держался в течение 12 недель. Общие сборы в мире составили 61 399 552 $, при бюджете порядка 15 млн.

## Продолжения
Поскольку фильм «Каникулы» был успешен, продолжения не заставили себя долго ждать. В 1985 году вышли «Европейские каникулы», в 1989 — «Рождественские каникулы», а в 1997 — «Каникулы в Вегасе». Чеви Чейз и Беверли Д’Анджело сыграли родителей во всех фильмах, в то время как дети каждый раз были разные. В 2003 году вышел спин-офф «Рождественские каникулы 2: Приключения кузена Эдди на необитаемом острове». Этот фильм был о деревенских родственниках Гризволдов. В 2010 году вышел небольшой короткометражный фильм «Каникулы в адской гостинице», созданный в рекламных целях. В 2015 году вышел фильм «Каникулы», который стал одновременно перезапуском первого фильма и его продолжением, поскольку в новом фильме речь идёт о повзрослевшем Расти Гризволде, который везёт уже свою семью по маршруту из своего детства.